# Józef Kosacki

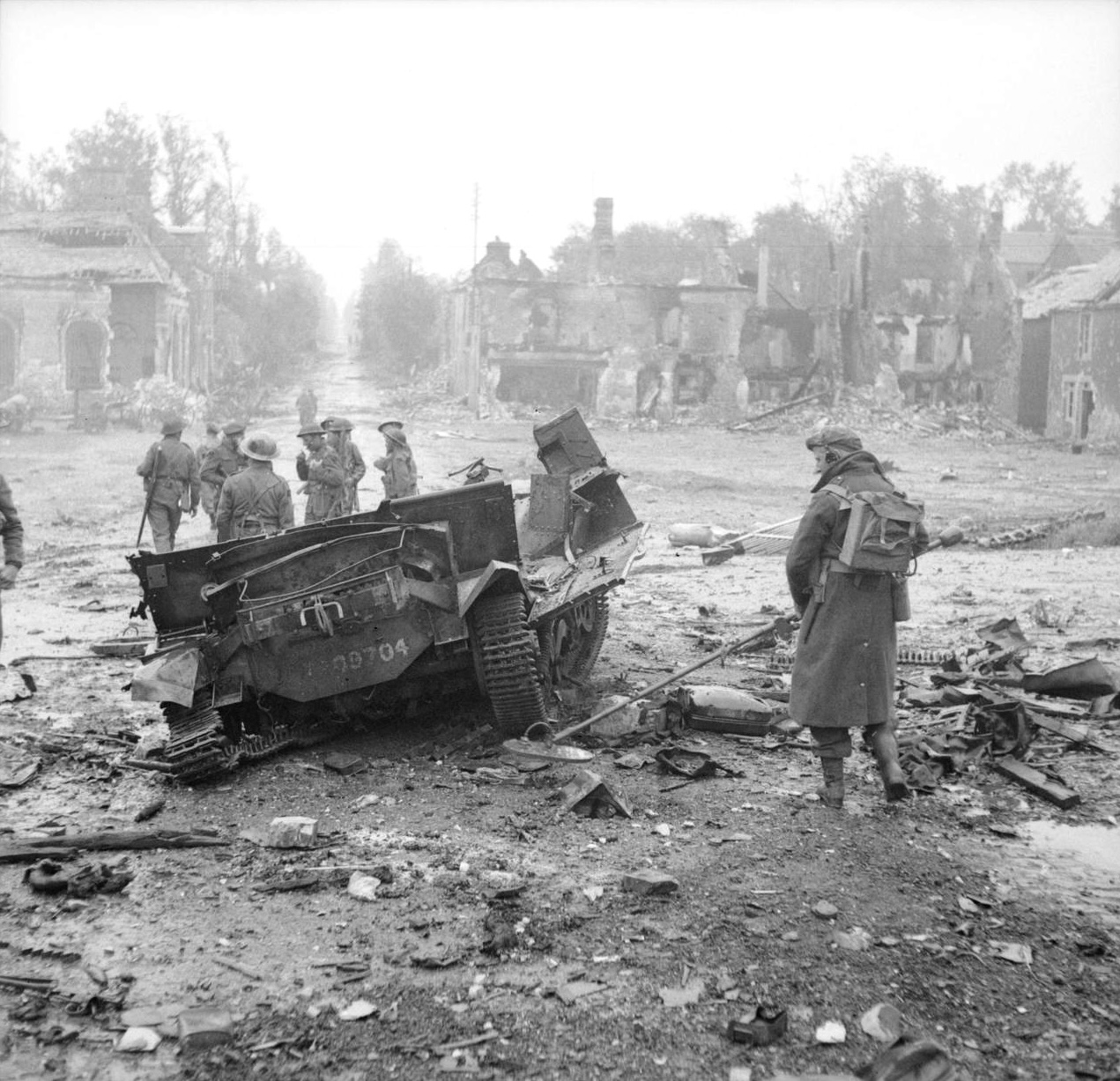
Mine detector (Polish) Mark I konstrukcji Józefa Kosackiego we Francji w 1944 roku.

Józef Stanisław Kosacki (ur. 21 kwietnia 1909 w Łapach, zm. 26 kwietnia 1990 w Warszawie) – polski naukowiec, wynalazca, inżynier, porucznik saperów Polskich Sił Zbrojnych podczas II wojny światowej. Wynalazł ręczny wykrywacz min, co było istotnym wkładem w zwycięstwo aliantów.

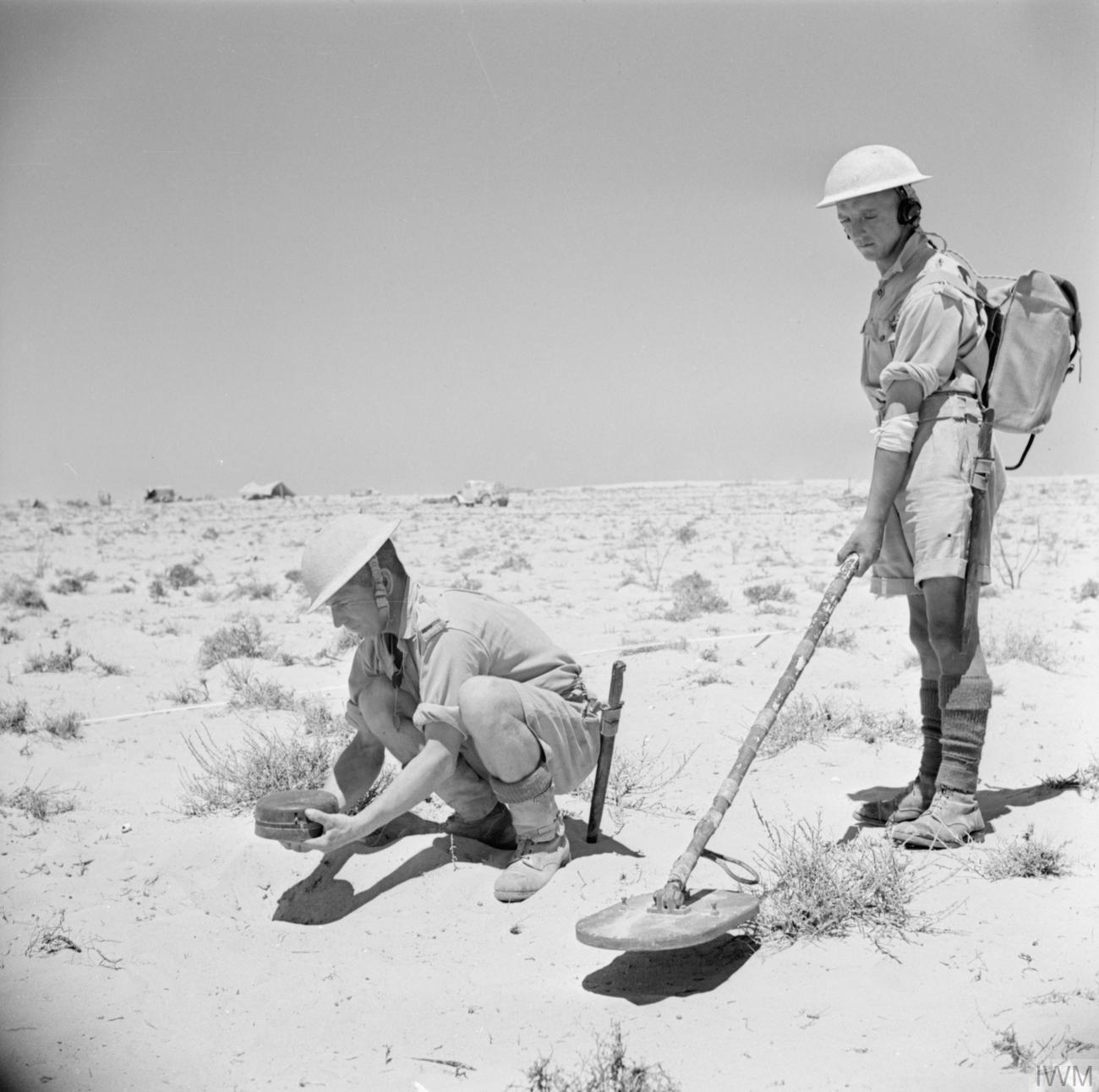
Wykrywacz min Mark I w użyciu w Afryce Północnej w 1942

## Życiorys
W 1928 po ukończeniu Gimnazjum i Liceum im. Henryka Sienkiewicza w Częstochowie, wstąpił na Wydział Elektryczny Politechniki Warszawskiej, uzyskując w roku 1933 dyplom inżyniera elektryka. Po studiach odbył służbę wojskową: przeszkolenie w Szkole Podchorążych Rezerwy Saperów w Modlinie (wrzesień 1933 – lipiec 1934) i praktyki jako plutonowy podchorąży w Batalionie Elektrotechnicznym w Nowym Dworze Mazowieckim (lipiec – wrzesień 1934 i w 1935). Na stopień podporucznika został mianowany ze starszeństwem z 1 stycznia 1936 i 23. lokatą w korpusie oficerów rezerwy inżynierii i saperów.
Pracę zawodową rozpoczął w 1934 roku w Państwowym Instytucie Telekomunikacyjnym w Warszawie na stanowisku kierownika Działu Wzmacniaków Telefonicznych, gdzie pracował do wybuchu wojny.

### II wojna światowa
4 września 1939 zgłosił się na ochotnika do wojska i został przydzielony do Grupy Technicznej w Oddziale Specjalnym Łączności. Grupa ta podczas obrony Warszawy uruchomiła uszkodzoną przez Niemców radiostację Rozgłośni Polskiego Radia Warszawa II, przez którą do ostatnich chwil obrony miasta przemawiał prezydent Warszawy Stefan Starzyński. Po opuszczeniu Warszawy, podczas ewakuacji Oddziału, Józef Kosacki został internowany wraz z jednostką wojskową na Węgrzech. W grudniu 1939 uciekł z obozu i używając paszportu wystawionego mu na fałszywe nazwisko: „Józef Lewandowski” przez konsulat RP w Budapeszcie, przedarł się przez Włochy do Paryża. Tam zgłosił się do Wojska Polskiego we Francji.
Po upadku Francji przedostał się do Wielkiej Brytanii. Tam skierowano go do Szkocji i przydzielono do Centrum Wyszkolenia Łączności w Dundee, przeniesionego potem do pobliskiego miasta uniwersyteckiego St. Andrews, gdzie pracował do 1943 roku. Następnie do końca wojny pracował w Wojskowej Wytwórni Łączności w Londynie na stanowisku konstruktora sprzętu i kierownika kontroli.
3 kwietnia 1941 roku wydarzył się wypadek, który bardzo poruszył por. Kosackiego i miał istotny wpływ na powstanie jego najsłynniejszego wynalazku: na plaży koło Arbroath w Szkocji rotmistrz Stanisław Górski i kapral Stanisław Stasiak z 14 pułku ułanów zginęli na polu minowym. To tragiczne zdarzenie stało się impulsem do rozwinięcia swojego dawnego przedwojennego pomysłu wykorzystania fal radiowych do wykrywania znajdujących się w ziemi przedmiotów metalowych. Kolejne trzy miesiące doświadczeń, prób i udoskonaleń przybrały kształt ostatecznego prototypu wykrywacza min (jedyny oryginalny prototyp znajduje się obecnie w muzeum WITI – Wojskowego Instytutu Techniki Inżynieryjnej im. prof. Józefa Kosackiego we Wrocławiu). Po dalszych testach, eksperymentach i konkursach brytyjskiego Ministerstwa Zaopatrzenia, wykrywacz min Kosackiego „Polish Mine Detector” wygrał konkurencję z sześcioma projektami konstruktorów brytyjskich.
Wykrywacz ten po raz pierwszy został użyty w II bitwie pod El Alamein w 1942, gdzie znacznie przyczynił się do zwycięstwa Aliantów. Józef Kosacki zrzekł się dobrowolnie patentu na opracowany wynalazek, który później – po pewnych modyfikacjach – stosowany był w wielu armiach aż do lat 90. XX wieku.

### Okres powojenny
Po zakończeniu wojny do czasu wyczekiwanej repatriacji, która pozwoliłaby mu spotkać po latach okupacji najbliższą rodzinę, zwłaszcza chorą matkę, pracował w Londynie w Stacji Badawczej Poczty Brytyjskiej, projektując zaawansowane systemy telekomunikacyjne.
Po długim oczekiwaniu udało się mu powrócić do kraju 22 kwietnia 1947 roku. Ogromną rolę w tej decyzji miał jego bliski kolega, prof. Janusz Groszkowski, który za punkt honoru postawił sobie ściągnięcie do kraju wybitnego naukowca i wynalazcy. Po repatriacji J. Kosacki powrócił do przedwojennego miejsca pracy – Państwowego Instytutu Telekomunikacji na to samo stanowisko Kierownika Działu Wzmacniaków, a po reorganizacji, pracował w Przemysłowym Instytucie Telekomunikacyjnym na stanowisku Kierownika Zakładu Transmisji Przewodowej. W 1955 uzyskał stopień naukowy docenta.
Od 1956 do przejścia na emeryturę (w 1976 r.) pracował w Instytucie Badań Jądrowych (początkowo w Warszawie, następnie w Świerku koło Otwocka) na stanowisku Kierownika Działu Elektroniki. Kierował tam podówczas bardzo nowatorskimi pracami m.in. nad wielokanałowymi analizatorami amplitudy i czasu. Od 1957 roku został jednocześnie powołany na stanowisko kierownika Katedry Urządzeń Łączności Przewodowej Wojskowej Akademii Technicznej w Warszawie. W styczniu 1964 uchwałą Rady Państwa został powołany na stanowisko profesora nadzwyczajnego w Wojskowej Akademii Technicznej.
Po przejściu na emeryturę odnalazł więcej wolnego czasu, który mógł poświęcić rodzinie oraz swojemu hobby: filatelistyce, był aktywnym działaczem Polskiego Związku Filatelistów. Zmarł po długiej, ciężkiej chorobie w dniu 26 kwietnia 1990 roku. Został pochowany z pełnymi honorami wojskowymi na cmentarzu Bródnowskim w Warszawie.
W 2005 roku Wojskowy Instytut Techniki Inżynieryjnej (WITI) we Wrocławiu przyjął imię profesora Józefa Kosackiego. W siedzibie Instytutu zgromadzono kolekcję pamiątek po patronie WITI, w tym jedyny prototyp polskiego wykrywacza min oraz oryginalny mundur patrona z czasu wojny.

## Kontrowersje wokół nazwiska

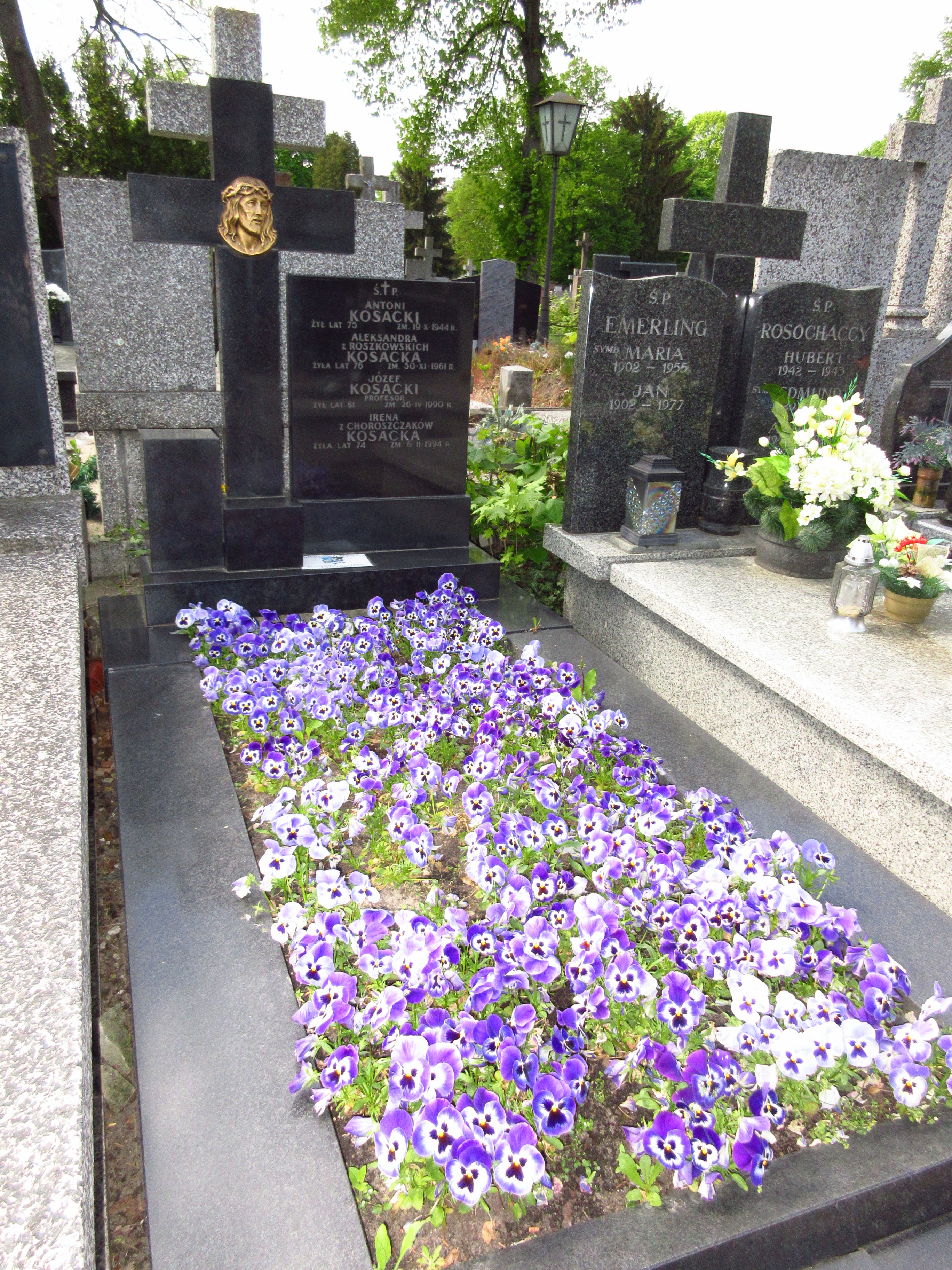
Grób Józefa Kosackiego na Cmentarzu Bródnowskim.

Wśród zainteresowanych tematem, szeroko komentowana jest kwestia kontrowersji związanych z nazwiskiem wynalazcy wykrywacza min. W celu ochrony rodziny J. Kosackiego przebywającej w okupowanej Polsce przed możliwymi represjami lub szantażem ze strony Niemców, nazwisko Kosackiego zostało utajnione. We wszelkich publikacjach, doniesieniach prasowych, książkowych, naukowych, audycjach radiowych czy oficjalnych dokumentach, występował pod różnymi nazwiskami: najczęściej jako Józef Kos, ale także Kozacki, Kozak. Po wojnie nie wyjaśniono od razu tej taktyki dezinformacyjnej, zwłaszcza ze względów politycznych - władze w komunistycznej Polsce nie informowały o sukcesach rodaków z Polskich Sił Zbrojnych na Zachodzie, a sam wynalazca był z tych samych względów najmniej zainteresowany, by temat jego działalności na Zachodzie wyszedł na światło dzienne. Dlatego wiele powojennych źródeł w różnych krajach używa czasem tych konspiracyjnych pseudonimów zamiast właściwego nazwiska. Dopiero zmiany ustrojowe w 1989 roku pozwoliły na zainteresowanie się twórcą wykrywacza min, który, po licznych modyfikacjach, był skutecznie używany aż do 1991 roku w Zatoce Perskiej i Iraku.

## Miejsce spoczynku
Pochowany na cmentarzu Bródnowskim w Warszawie (kwatera 44C-3-8).